# Синявка (Задонский район)
Синя́вка — деревня Задонского района Липецкой области России. Входит в состав Бутырского сельсовета

## География
Находится в юго-западной части региона, в пределах чернозёмной полосы в лесостепной зоне. Фактически часть села Бутырки
Имеет две улицы: Верхний порядок и Нижний порядок, которые переходят в уличную сеть села Бутырки. Верхний Порядок переходит в улицу Центральная, а Нижний порядок — в улицу Заречную.
Рельеф территории равнинный рассечённый овражно-балочной системой с общим понижением на запад. Климат умеренно-континентальный, направление господствующих ветров: юго-западное.

## Население
| 1859 | 1897 | 2010 |
| ---- | ---- | ---- |
| 871  | ↗891 | ↘140 |

## Инфраструктура
Личное подсобное хозяйство. Возводится на западной окраине коттеджный посёлок Белый Камень. Ещё один возводимый в границах деревни коттеджный посёлок пока наименования не получил, но три улицы там уже названы в честь рок-музыкантов С. Галанина, Г. Сукачёва и М. Корчемного.

## Транспорт
Деревня доступна автотранспортом с автодороги областного значения «Липецк-Задонск». Ближайшая остановка общественного транспорта — «Бутырки» находится в пешей доступности.